# Hagnagora unnia
Hagnagora unnia es una especie de polilla de la familia de las geométridas. Ha sido encontrada en Costa Rica.
Los machos solamente se distinguen de los de Hagnagora elianne por ser más pequeños. Los especímenes de mayores altitudes son más grandes que la mayoría de los de H. elianne. Los especímenes de menor altitud son más pequeños que los de H. unnia. A pesar de que la medida únicamente no permite distinguir la especie, es a menudo un indicador excelente, particularmente dónde ambas especie ocurren juntas.

## Etimología
La especie está nombrada en honor a Unni E. H. Fyhn, un estudiante de posdoctorado en el laboratorio del autor en la década de 1970 quién continuó trabajando en el control genético de hemoglobinas de peces hasta su precoz muerte de cáncer.